# Mike te Wierik
Mike te Wierik (Hengevelde, 8 juni 1992) is een Nederlands voetballer die bij voorkeur als centrale verdediger speelt. Hij verruilde FC Groningen in de winter van 2023 voor FC Emmen. In de zomer van 2025 verruilde hij FC Emmen transfervrij voor Heracles Almelo

## Spelerscarrière

### Clubcarrière

#### Heracles Almelo
De verdediger begon als 5-jarige speler bij W.V.V.'34 in Hengevelde. Als kind in de E-jeugd viel hij al snel op en maakte hij al de stap naar de Voetbalacademie FC Twente om uit te gaan komen voor de D-jeugd. Te Wierik maakte in januari van 2010 de overstap vanuit de Voetbalacademie FC Twente naar Heracles Almelo. Gedurende seizoen 2010/11 maakte hij zijn debuut in het eerste elftal van de Almeloërs. Tijdens dat seizoen werd een optie in zijn contract gelicht, waardoor hij tot medio 2012 onder contract kwam te staan bij Heracles. In april 2011 werd zijn contract verlengd tot medio 2015 en in juli 2014 volgde een verlenging met nog twee jaar, tot medio 2017.
Op 20 oktober 2012 maakte Te Wierik in het 3-3 gelijkspel met Ajax zijn eerste doelpunt in het betaalde voetbal voor Heracles Almelo. Het seizoen erop, zijn vierde bij Heracles, was hij onbetwist basisspeler bij de Heraclieden. In het seizoen 2015/16 eindigde hij met Heracles zesde, waardoor ze promotie om Europees voetbal mochten spelen. Hierin versloegen ze FC Groningen en FC Utrecht, waardoor ze een seizoen later hun debuut maakte in Europa. Op 28 juli 2016 speelde Te Wierik mee in het tweeluik tegen Arouca voor kwalificatie UEFA Europa League van dat seizoen, waarin Heracles op uitdoelpunten werd verslagen door de Portugese club. Het was zijn laatste seizoen voor Heracles, waar in totaal 161 wedstrijden voor speelde. 

#### FC Groningen
Op 8 maart 2017 maakte FC Groningen bekend dat het Mike te Wierik vanaf seizoen 2017/2018 transfervrij overneemt van Heracles Almelo. Te Wierik tekent voor 3 jaar bij FC Groningen. Gedurende zijn tweede seizoen bij de club werd hij benoemd tot aanvoerder, nadat Sergio Padt afstand deed van deze rol. Hij speelde drie seizoenen bij Groningen en speelde daarin 95 wedstrijden. 

#### Derby County
Op 31 januari 2020 werd bekend dat de Te Wierik per 1 juli 2020 de overstap maakt naar Derby County, de Engelse club die getraind wordt door de Nederlander Philip Cocu. Hier tekende hij een contract tot medio 2023. Dit gebeurde op de laatste dag van de transferwindow. Hij speelde zes wedstrijden in alle competities, maar toen Cocu op 14 november werd ontslagen speelde hij geen minuut meer voor Derby Country. In de winterstop mocht hij uitkijken naar een andere club.

#### FC Groningen
Op 19 januari 2021 keerde Te Wierik terug bij FC Groningen. Hij tekende een drieënhalf jarig contract tot medio 2024. 
Hij maakte vier dagen later zijn rentree voor Groningen tegen Vitesse (1-0 nederlaag). De rest van het seizoen miste hij slechts twee wedstrijden. Groningen plaatste zich voor de play-offs om Europees voetbal, maar werd in de eerste ronde uitgeschakeld door FC Utrecht. Te Wierik begon het seizoen 2021/22 wisselvallig. In de vierde speelronde pakte hij twee keer tegen SC Heerenveen, waardoor hij geschorst was. Na zijn schorsing pakte hij bij zijn rentree tegen Vitesse binnen 36 minuten opnieuw rood, ditmaal een directe rode kaart. Vervolgens ontbrak hij twee maanden door zijn nieuwe schorsing en door een voetblessure. Hij keerde in november 2021 terug en miste tot het einde van het seizoen nog maar één wedstrijd. Het seizoen 2022/23 begon hij als basisspeler en hij miste de eerste seizoenshelft maar één wedstrijd. In de beker was hij bovendien aanvoerder. Na de winterstop was hij echter uit de basiself verdreven en moest hij het doen met korte invalbeurten. Op 31 januari 2023 werd het contract van Te Wierik in goed overleg ontbonden.

#### FC Emmen
Op 1 februari 2023 tekende Te Wierik een contract bij FC Emmen tot de zomer van 2025. Drie dagen later maakte Te Wierik thuis tegen Vitesse (2-2) zijn debuut voor Emmen. 

### Clubstatistieken
| Seizoen        | Club            | Competitie     | Competitie | Competitie | Beker | Beker | Overig | Overig | Totaal | Totaal |
| Seizoen        | Club            | Competitie     | Wed.       | Dlp.       | Wed.  | Dlp.  | Wed.   | Dlp.   | Wed.   | Dlp.   |
| -------------- | --------------- | -------------- | ---------- | ---------- | ----- | ----- | ------ | ------ | ------ | ------ |
| 2010/11        | Heracles Almelo | Eredivisie     | 4          | 0          | 0     | 0     | —      | —      | 4      | 0      |
| 2011/12        | Heracles Almelo | Eredivisie     | 9          | 0          | 0     | 0     | —      | —      | 9      | 0      |
| 2012/13        | Heracles Almelo | Eredivisie     | 18         | 3          | 2     | 0     | —      | —      | 20     | 3      |
| 2013/14        | Heracles Almelo | Eredivisie     | 27         | 2          | 2     | 0     | —      | —      | 29     | 2      |
| 2014/15        | Heracles Almelo | Eredivisie     | 24         | 0          | 3     | 0     | —      | —      | 27     | 0      |
| 2015/16        | Heracles Almelo | Eredivisie     | 32         | 0          | 3     | 0     | 4      | 0      | 39     | 0      |
| 2016/17        | Heracles Almelo | Eredivisie     | 29         | 1          | 2     | 0     | 2      | 0      | 33     | 1      |
| Clubtotaal     | Clubtotaal      | Clubtotaal     | 143        | 6          | 12    | 0     | 6      | 0      | 161    | 6      |
| 2017/18        | FC Groningen    | Eredivisie     | 33         | 1          | 2     | 0     | —      | —      | 35     | 1      |
| 2018/19        | FC Groningen    | Eredivisie     | 33         | 0          | 1     | 0     | 2      | 0      | 36     | 0      |
| 2019/20        | FC Groningen    | Eredivisie     | 23         | 1          | 1     | 0     | —      | —      | 24     | 1      |
| Clubtotaal     | Clubtotaal      | Clubtotaal     | 89         | 2          | 4     | 0     | 2      | 0      | 95     | 2      |
| 2020/21        | Derby County    | Championship   | 4          | 0          | 2     | 0     | —      | —      | 6      | 0      |
| Clubtotaal     | Clubtotaal      | Clubtotaal     | 4          | 0          | 2     | 0     | 0      | 0      | 6      | 0      |
| 2020/21        | FC Groningen    | Eredivisie     | 15         | 0          | 0     | 0     | 1      | 0      | 16     | 0      |
| 2021/22        | FC Groningen    | Eredivisie     | 26         | 0          | 2     | 0     | —      | —      | 28     | 0      |
| 2022/23        | FC Groningen    | Eredivisie     | 15         | 0          | 2     | 0     | —      | —      | 17     | 0      |
| Clubtotaal     | Clubtotaal      | Clubtotaal     | 143        | 6          | 8     | 0     | 3      | 0      | 156    | 0      |
| 2022/23        | FC Emmen        | Eredivisie     | 14         | 0          | 1     | 0     | 4      | 0      | 19     | 0      |
| 2023/24        | FC Emmen        | Eerste Divisie | 33         | 2          | 0     | 0     | 4      | 0      | 37     | 2      |
| 2024/25        | FC Emmen        | Eerste Divisie | 18         | 3          | 1     | 0     | 0      | 0      | 19     | 3      |
| Clubtotaal     | Clubtotaal      | Clubtotaal     | 65         | 5          | 2     | 0     | 8      | 0      | 75     | 5      |
| Carrièretotaal | Carrièretotaal  | Carrièretotaal | 355        | 17         | 24    | 0     | 17     | 0      | 396    | 17     |

Bijgewerkt op 9 januari 2025.

### Interlandcarrière
Te Wierik maakte op 5 maart 2014 zijn debuut voor Jong Oranje. Hij begon in de basis tegen Jong Israël (0-1 verlies). Dit duel werd gespeeld in het Tata Steel Stadion van Telstar.

## Trainerscarrière
Te Wierik heeft al vaker aangegeven na zijn carrière te willen gaan voetballen bij amateurclub WVV '34, daar waar hij ooit als kind begon. Tevens is de verdediger al enkele jaren assistent-trainer van W.V.V.'34 1. In 2017 behaalde hij het diploma TCIII van de KNVB.
1 Hoekstra ·
2 Soares ·
3 Vos ·
4 Te Wierik  ·
5 Geypens ·
6 Mulder ·
7 Rhein ·
8 Bakir ·
10 Hawkins ·
11 Landu ·
12 Quispel ·
14 Van Manen ·
16 Ten Brinke ·
16 Norder ·
16 Wanki ·
17 Hekkert ·
18 Evina ·
20 Kade ·
21 Nunumete ·
22 Martin ·
23 Hammouti ·
24 Nsona ·
26 Wagner ·
27 Schouten ·
28 Jalving ·
34 Bolk ·
38 Unbehaun ·
46 Eduardo ·
Coach: Arts
· Assistent-coach: Hegeman
· Assistent-coach: Van der Linden
· Keeperstrainer: Sulmann